# Château du Pointet
Pour les articles homonymes, voir Pointet.
Le château du Pointet est un édifice situé à Broût-Vernet, en France.

## Localisation
Le château est situé sur le territoire de la commune à l'ouest de Broût-Vernet, dans le département de l'Allier, en région Auvergne-Rhône-Alpes, à l'ouest de la D2009, dans un beau parc.

## Description
Le corps central du château présente une grande façade en brique avec des colombages, il est pris entre deux pavillons flanqués de deux tourelles, la tourelle hexagonale se termine par un clocheton.

## Historique
Hippolyte Conchon, maire de Clermont-Ferrand, acheta le domaine du Pointet et fit construire le château de 1843 à 1855 ; il en fit sa résidence secondaire. Le domaine passa ensuite à sa fille Léontine (1822-1890), épouse du ministre Eugène Rouher (1814-1884).
En 1893, le château fut restauré et agrandi.
Il est occupé aujourd'hui par un prieuré de la Fraternité sacerdotale Saint-Pie-X. Ce prieuré Notre-Dame-du-Pointet fut le premier prieuré de cette société de prêtres catholiques traditionalistes créé en France, par l'abbé Paul Aulagnier.